# 821 v.Chr.
Het jaar 821 v.Chr. is een jaartal volgens de christelijke jaartelling.

## Gebeurtenissen

### Fenicië
- Pygmalion van Tyros (ca. 820 - 774 v.Chr.) volgt Mattan I op als koning van Tyrus. Tijdens zijn bewind verplaatst de ruilhandel zich van het Midden-Oosten naar de Middellandse Zee.